# Сигмунд Аугуст Волфганг Хердер
Сигмунд Аугуст Волфганг Хердер (1776-1838), значајан је истраживач заслужан за зачетак рударства у Србији, познатији као Барон Хердер, рођен је 18. августа 1776, умро 29. јануара 1838.године. Барон Хердер је у Србију дошао на позив Милоша Обреновића 1835. године и допринео је успостављању рударске индустрије и открићу једног броја рударских и бањских локалитета.
Његов отац Јохан Готфрид фон Хердер (1744-1803), је био филозоф и теолог, студент Имануела Канта, дипломирао је теологију на Универзитету у Кенигсбергу (садашњи Калињинград). Објавио је неколико есеја у којима је критиковао Кантову теорију (1798). Био је блиски пријатељ Гетеа са којим се придружио књижевном покрету познатом као Стурм унд Дранг.

## Каријера
Барон Хердер је завршио Вајмарску гимназију 1794/95. године. За љубав према природним наукама, посебно рударству и минералогији му је значајно Гетеово присуство у његовом животу и породици.
Студирао је математику, физику, хемију и минералогију 1797-1800. касније је стекао и правна знања потребна за вишу саксонску државну службу, докторирао је 1802. године.
Каријеру је започео као проценитељ код рударских власти, а наредних година је напредовао до звања главног рударског официра 1826. године. Бројна путовања по Европским државама и резултати у области истраживања у рударству, металургији и машинству, те његов дар да буде практичар, организатор и иницијатор научних истраживања га је довело на водећу позицију људи од знања у европи тога времена. Уз његово име додат је надимак "кнез планинске државе" и звање - Барон.

## Хердеров рад у Србији
Српски кнез" (Књаз Милош Обреновић) се дописивао кришом (да Турци не би сазнали) са Бароном Хердером одмах након ослобођења од Турака 1830 године.
Барон Хердер је Србију истраживао од 1835. године и том приликом је посетио све локације за које је утврдио да могу бити рударски и геоминералошки значајне за тадашњу тек ослобођену Србију. Из тог времена датирају његови путописи (Рударско путовање по Србији 1835 године). За његова истраживања и анализе значајна су рударска открића:
- у Мајданпеку: (На подручју Мајданпека боравио је с јесени 1835. године. Траговастарог рударства било је свуда, али од насеља више није било ништа: нашао је само"три мале колибе са три влашке породице". Сматрао је, међутим, да је "нашо бакра игвожђа у таком количеству да ће овај мајдан један од најбогатијих у Јевропи бити".Смело се предвидјало да се рудник толико може развити "да 10.000 посленика овдерадити и себи препитаније заслужити могу".).[4]
- у Бору: "...утврдио да Бор лежи на значајном рудном богатству. Међутим, нису покренути радови за отварање рудника"[5]
- Затим открио постојање историјског налазишта у Гамзиграду: "...Открио је баронХердер 1845. год. на касноантичком локалитету Феликс Ромулијана у Гамзиграду кодЗајечара..."[6]
- анализирао је и утврдио лековитост више бања у Србији:
  - Гамзиградска бања[7]
  - Сокобања: "...у Сокобањи био два дана и упоредио је са Пфефрским и Хајштанским топлицама у Швајцарској и Тиролу. Дао је мишљење да је потребно поставити сталног лекара, а по његовој препоруци почела је изградња здања за прихват гостију. Кнез Милош је наредио реконструкцију Турских купатила (Амам уцентру Сокобање ) и изградњу његовог личног купатила. Ово купатило је функционално и очувано и дан данас. Преко пута амама подигнута је зграда за административне послове, данас позната као Милошев конак."[8]
  - Брестовачка бања: "...који је утврдио да је вода Брестовачке Бање изузетно лековита."[5]
  - Врњачка бања: "Прву хемијску анализу урадио је барон Хердер 1835. године, а оснивањем "Основателног фундаторског друштва кисело вруће воде у Врњцима" почињу нове каптаже.[9]
  - Јошаничка бања: "Хипертермални извори Јошаничке Бање, чију је температуру од78 °C први пут уврдио барон Хердер 1834. године и сврстао их у најтоплије у Европи."[10]
  - Рибарска бања[11]

За допринос стасању и развоју тек ослобођене Србије, за Пружене услуге у реорганизацији рударске индустрије Србије, Барону Хердеру је уручена 1835. г. почасна сабља кнеза Милоша српског као признање.
Мада и поред успешне сарадње Књаз Милош и барон Хердер никада нису имали прилику да се и лично састану. "Њихова сарадња је прекинута прераном смрћу Хердеровом, а планови за обнову рударства напуштени по кнежевој абдикацији."

## Збирка минерала
Остало је записано: "барон Хердер је током десетонедељног истраживачког путовања по кнежевини Србији својим пером исписао и прве стручне записе о геологији и минералном благу наше земље, што је додатно пробудило интересовање за прикупљање геолошких узорака у Србији" а забележено је и да је Барон Хердер на поклон Књазу Милошу донео "...и два сандука укојима се налазио оригиналан, пажљиво упакован поклон за српског кнеза."
Овај лични, веома драгоцен поклон састојао се, како пише у Књажеској Канцеларији 1815–1839, од „500 комада разни из сви крајева света прибрани минерални проба”. Како је сваки примерак имао свој број и пратећу етикету с натписом „Државно минерално складиште Фрајберг, Саксонија”, колекција је за тадашњу Србију представљала јединствени пример систематизоване природњачке збирке. Ова полуприватна колекција, обогаћена узорцима руда и стена које је баронфон Хердер прикупио на истраживачком путовању по нашој кнежевини, смештена је у посебну собу „крагујевачког коначића” у оквиру Музеума крагујевачког.
Недуго потом, стицајем околности, читава збирка припала је Министарству финансија, да би најзад 1844. године, из практичних разлога, била уступљена Лицеју, односно Великој школи (данашњем Београдском универзитету), што је документовано писмом о предаји збирке Ректорату Лицеума. Колика је била важност очувања њене аутентичности види се у допису Министарства финансија Окружном начелству у Крагујевцу, који садржи јасне инструкције у вези са безбедношћу транспорта колекције у Београд 1842. године: „... Добро мотрећи на белеге на камењима стојеће, сваки комад на особ најпре у артију завити а потом у један или више сандука у сламу сместити и по сигурној прилици под својим печатом и спроводителним писмом овамо послати дате.”
Збирка се данас сматра родоначелном у стварању универзитетског наслеђа Србије.